# Lincoln United FC
Lincoln United FC (celým názvem: Lincoln United Football Club) je anglický fotbalový klub, který sídlí ve městě Lincoln v nemetropolitním hrabství Lincolnshire. Založen byl v roce 1938 pod názvem Lincoln Amateurs FC. Od sezóny 2018/19 hraje v Northern Premier League Division One East (8. nejvyšší soutěž). Klubové barvy jsou červená a bílá.
Své domácí zápasy odehrává na stadionu Ashby Avenue s kapacitou 2 714 diváků.

## Historické názvy
Zdroj: 
- 1938 – Lincoln Amateurs FC (Lincoln Amateurs Football Club)
- 1951 – Lincoln United FC (Lincoln United Football Club)

## Získané trofeje
- Lincolnshire Senior Cup ( 3× )
  - 1972/73, 1985/86, 1995/96

## Úspěchy v domácích pohárech
Zdroj: 
- FA Cup
  - 1. kolo: 1991/92, 1997/98
- FA Amateur Cup
  - 2. kolo: 1968/69
- FA Trophy
  - 3. kolo: 1998/99
- FA Vase
  - Čtvrtfinále: 1974/75

## Umístění v jednotlivých sezonách
Stručný přehled
Zdroj: 
- 1967–1968: Yorkshire Football League (Division Two)
- 1968–1979: Yorkshire Football League (Division One)
- 1979–1981: Yorkshire Football League (Division Two)
- 1981–1982: Yorkshire Football League (Division One)
- 1982–1985: Northern Counties East League (Division One South)
- 1985–1986: Northern Counties East League (Division Two)
- 1986–1992: Central Midlands League (Supreme Division)
- 1992–1993: Northern Counties East League (Division One)
- 1993–1995: Northern Counties East League (Premier Division)
- 1995–2004: Northern Premier League (Division One)
- 2004–2008: Northern Premier League (Premier Division)
- 2008–2018: Northern Premier League (Division One South)
- 2018– : Northern Premier League (Division One East)

Jednotlivé ročníky
Zdroj: 
Legenda: Z - zápasy, V - výhry, R - remízy, P - porážky, VG - vstřelené góly, OG - obdržené góly, +/- - rozdíl skóre, B - body, červené podbarvení - sestup, zelené podbarvení - postup, fialové podbarvení - reorganizace, změna skupiny či soutěže
| Sezóny  | Liga                                         | Úroveň | Z  | V  | R  | P  | VG | OG  | +/- | B  | Pozice |
| ------- | -------------------------------------------- | ------ | -- | -- | -- | -- | -- | --- | --- | -- | ------ |
| 2009/10 | Northern Premier League (Division One South) | 8      | 42 | 13 | 5  | 24 | 57 | 67  | -10 | 44 | 19.    |
| 2010/11 | Northern Premier League (Division One South) | 8      | 42 | 14 | 12 | 16 | 70 | 77  | -7  | 54 | 12.    |
| 2011/12 | Northern Premier League (Division One South) | 8      | 42 | 10 | 13 | 19 | 65 | 85  | -20 | 43 | 18.    |
| 2012/13 | Northern Premier League (Division One South) | 8      | 42 | 9  | 9  | 24 | 64 | 102 | -38 | 36 | 20.    |
| 2013/14 | Northern Premier League (Division One South) | 8      | 40 | 10 | 6  | 24 | 55 | 88  | -33 | 36 | 17.    |
| 2014/15 | Northern Premier League (Division One South) | 8      | 42 | 19 | 9  | 14 | 72 | 55  | +17 | 66 | 9.     |
| 2015/16 | Northern Premier League (Division One South) | 8      | 42 | 21 | 11 | 10 | 70 | 46  | +24 | 74 | 5.     |
| 2016/17 | Northern Premier League (Division One South) | 8      | 42 | 19 | 8  | 15 | 67 | 61  | +6  | 65 | 8.     |
| 2017/18 | Northern Premier League (Division One South) | 8      | 42 | 21 | 5  | 16 | 85 | 81  | +4  | 68 | 8.     |
| 2018/19 | Northern Premier League (Division One East)  | 8      | 38 |    |    |    |    |     |     |    |        |